# 송영한
송영한(1991년 7월 12일~)은 대한민국의 골프 선수이다. 신한금융그룹 소속으로 활동하고 있다.